# 7043 Godart
7043 Godart (1934 RB) là một tiểu hành tinh vành đai chính được phát hiện ngày 2 tháng 9 năm 1934 bởi E. Delporte ở Uccle.